# Purperkeelhoningzuiger
De purperkeelhoningzuiger (Leptocoma sperata s.s., synoniem: Nectarinia sperata) is een soort honingzuiger. Van Hasselts honingzuiger (L. basiliana) wordt ook wel beschouwd als een ondersoort van deze soort. Deze soorten samen (Leptocoma sperata s.l.) hebben een grote verspreiding door Zuidoost-Azië. Omdat de nominaat van deze soort op de Filipijnen is verzameld, geldt de naam L. sperata hier alleen nog voor honingzuigers die endemisch zijn op de Filipijnen.

## Kenmerken
De vogel is 9 tot 10 cm lang en weegt 5,2 tot 7,5 gram. Het mannetje heeft een groene kruin met een goudgele glans. De zijkant van de hals, mantel en vleugels zijn kastanjebruin. De rug, stuit en bovenstaartdekveren zijn metaalkleurig groen. De kop is donker, bijna zwart rond het oog en op de 'wangen'. Op de kin en de bovenkant van de borst zit een purperkleurige vlek (vandaar de naam) en daaronder is de vogel rood tot donkeroranje gekleurd, naar de onderbuik toe geleidelijk lichter wordend tot bijna wit. Het vrouwtje is minder opvallend gekleurd. Ze is van boven olijfbruin tot grijs en van onder lichtgeel, met een lichte oogstreep.

## Verspreiding en leefgebied
Er zijn vier ondersoorten:
- L. s. henkei (N-Luzon en noordelijker gelegen eilanden)
- L. s. sperata (Midden en Zuid-Luzon, Polillo, Marinduque en Catanduanes)
- L. s. trochilus (W- en Midden Fiipijnen  (behalve W- en Z-Mindanao en de Sulu-eilanden)
- L. s. juliae (W- en Z-Mindanao en Sulu-eilanden)

Het leefgebied bestaat uit een groot aantal typen bos, zoals moerasbos, heuvellandbos, mangrove, plantages van onder ander kokospalm en tuinen, vaak in de buurt van kusten.

## Status
De status geldt voor zowel deze soort als voor Van Hasselts honingzuiger. De grootte van de verschillende populaties is niet gekwantificeerd. De vogel is algemeen en er is geen aanleiding te veronderstellen dat de soort in aantal achteruit gaat. Om deze redenen staat deze honingzuiger (Leptocoma sperata s.l.) als niet bedreigd op de Rode Lijst van de IUCN.